# Red Cloud (Nebraska)
Red Cloud (Nebraska) ist ein Ort im US-Bundesstaat Nebraska und County Seat (Sitz des Kreises) von Webster County (Nebraska). Der kleine Ort verfügt u. a. über eine öffentliche Bibliothek, einen Park mit Freibad, einen Golfplatz sowie einen Flugplatz.

## Geografie
Der Ort liegt im Süden des Bundesstaates Nebraska unweit der Grenze zum Nachbarstaat Kansas am Nordufer des Republican River an der Kreuzung der von Nord nach Süd verlaufenden der Bundesstraße U.S. Highway 281 und dem von Ost nach West verlaufenden U.S. Highway 136.

## Geschichte
Der Ort wurde im Jahr 1870/1871 von einer Siedlergruppe um den späteren Gouverneur von Nebraska Silas Garber gegründet und mit Palisaden zum Schutz vor Indianern umgeben. Er wurde nach dem in jener Gegend geborenen Indianer-Häuptling Red Cloud genannt. Ende der 1870er Jahre wurde er durch die Burlington & Missouri River Railroad erschlossen, was der auch heute noch dünn besiedelten Gegend einen etwas kräftigeren Zustrom an Siedlern u. a. auch aus Deutschland verschaffte. Im Jahr 1879 wurden viele Gebäude des jungen Ortes durch einen heftigen Wirbelsturm ("Great Storm") schwer beschädigt.

## Söhne und Töchter der Stadt
- Silas Garber (1833–1905), 3. Gouverneur von Nebraska
- William C. Norris (1911–2006), Computer-Pionier
- Willa Cather (1873–1947), Pulitzer-Preisträgerin, verewigte den Ort in ihren Werken
- William A. McKeighan (1842–1895), US-Abgeordneter